# Рокі-Маунтен (Оклахома)
Рокі-Маунтен (англ. Rocky Mountain) — переписна місцевість (CDP) в США, в окрузі Адер штату Оклахома. Населення — 471 особа (2020).

## Географія
Рокі-Маунтен розташоване за координатами 35°47′26″ пн. ш. 94°46′17″ зх. д. / 35.79056° пн. ш. 94.77139° зх. д. (35.790465, -94.771271).  За даними Бюро перепису населення США в 2010 році переписна місцевість мала площу 33,30 км², з яких 33,28 км² — суходіл та 0,03 км² — водойми.

## Демографія
Згідно з переписом 2010 року, у переписній місцевості мешкало 420 осіб у 165 домогосподарствах у складі 120 родин. Густота населення становила 13 особи/км².  Було 178 помешкань (5/км²).
Расовий склад населення:
| - 58,3 % — корінних американців - 32,1 % — білих - 1,2 % — осіб інших рас |

До двох чи більше рас належало 8,3 %. Частка іспаномовних становила 1,7 % від усіх жителів.
За віковим діапазоном населення розподілялося таким чином: 23,3 % — особи молодші 18 років, 64,1 % — особи у віці 18—64 років, 12,6 % — особи у віці 65 років та старші. Медіана віку мешканця становила 40,4 року. На 100 осіб жіночої статі у переписній місцевості припадало 92,7 чоловіків;  на 100 жінок у віці від 18 років та старших — 103,8 чоловіків також старших 18 років.
Середній дохід на одне домашнє господарство  становив 39 882 долари США (медіана — 33 125), а середній дохід на одну сім'ю — 50 314 долари (медіана — 48 333). За межею бідності перебувало 25,6 % осіб, у тому числі 28,9 % дітей у віці до 18 років та 25,0 % осіб у віці 65 років та старших.
Цивільне працевлаштоване населення становило 161 осіб. Основні галузі зайнятості: освіта, охорона здоров'я та соціальна допомога — 32,3 %, виробництво — 16,1 %, сільське господарство, лісництво, риболовля — 13,0 %.